# 朗斯多夫
朗斯多夫（德語：Rangsdorf）是德国勃兰登堡州的一个市镇，隶属于泰尔托-弗莱明县。总面积为33.79平方千米，截至2020年总人口为11369人。